# Ludovic cel Bărbos
Ludovic cel Bărbos (în latină Ludovicus cum barba, în germană Ludwig der Bärtige; d.c. 1080) este strămoșul familiei Ludovingilor, o dinastie de landgrafi de Turingia și de Hessa în Evul Mediu.

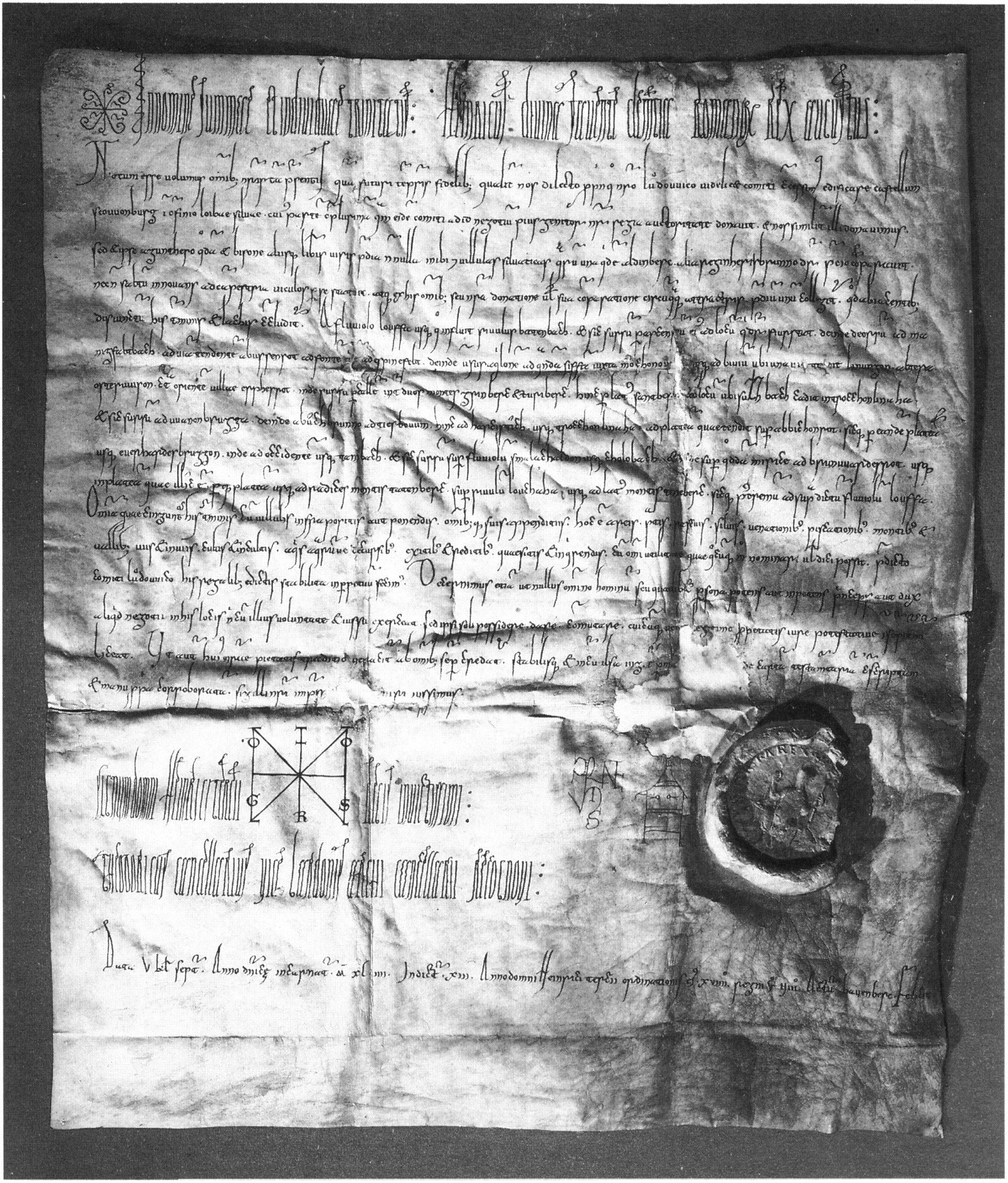
Certificat emis de Henric al III-lea pentru Ludovic cel Bărbos la 28 august 1044 (Arhivele Statului Weimar)

Originea familiei nobiliare din care descindea Ludovic (și fratele său Hugo) nu poate fi determinată exact, dar se știe că aceasta se afla în strânsă legătură cu Dieceza de Mainz și că poseda (și) domenii pe cursul mijlociu al râului Main. Ludovic cel Bărbos a construit un întreg set de forturi și sate în regiune, printre care se numără și orașul Friedrichroda. Privilegiile sale au fost confirmate de regele Henric al III-lea printr-un document emis la 28 august 1044 în Bamberg. Ludovic și-a extins proprietățile de-a lungul râului Hörsel până în regiunea orașului Eisenach la nord-vest.
În timpul Evului Mediu, până la moartea landgrafului Henric Raspe în 1247, membrii familiei Ludovingilor au cârmuit o parte semnificativă din Turingia și Hessa (istorică). După 1247 linia landgrafilor de Turingia, descendenți ai lui Ludovic cel Bărbos, a dispărut și astfel s-a declanșat Războiul de Succesiune în Turingia. Ca urmare Turingia a trecut sub stăpânirea Casei de Wettin.
După istoricul german Armin Wolf, Ludovic ar putea fi descendent al contelui Ludovic de Mousson (n. 1042/1071 – d. 1073/1076).
În jurul anului 1040 Ludovic a primit o feudă situată la nord de Pădurea Turingiei. Acolo a construit cetatea Schauenburg lângă Friedrichroda, unde și-a stabilit reședința sa și de unde controla drumul care ducea de la Gotha la Schmalkalden.
În jurul anului 1039 Ludovic s-a căsătorit cu Cecilia de Sangerhausen despre care se presupune că era nepoata Giselei de Suabia, soția împăratului Conrad al II-lea. Ea a adus ca zestre în căsătorie o posesiune cu o suprafață foarte mare (7000 de Hufen - „copite”). 
Conform Cronicii de la Reinhardsbrunn (scrisă în mănăstirea cu același nume), o sursă care nu este considerată credibilă, copiii lui Ludovic au fost:
- Ludovic Săritorul (n. 1042 – d. 1123);
- Beringer, conte de Sangerhausen (n.c. 1056 – d. înainte de 25 iulie 1110);
- Hildegard, căsătorită cu Poppo I, conte de Henneberg (d. 7 august 1078 în Bătălia de la Mellrichstadt) și apoi cu Thimo, conte de Nordeck;
- Uta, căsătorită cu  Dietrich, conte de Lindenbach;
- Adelaida,  căsătorită cu Ludovic I, conte de Wippra;
- Dietrich de Lora.

Ludovic cel Bărbos a fost înmormântat în Abația St. Alban lângă Mainz.